# 千部会
千部会（せんぶえ）は、『阿弥陀経』、『法華経』、『般若心経』などひとつの経典を、省略せずに1000部読経する法会。「千部読経法会」の略とされる。

## 概要
748年（天平20年）聖武天皇が元正天皇の崩御に際し、法華経千部を書写して供養したことに始まる。
1人で1000部読経することもあれば、100人が10部ずつ計1000部読経することもある。
『陀羅尼』を読経するときは、千巻陀羅尼、千部陀羅尼という。